# Polskie Towarzystwo Filologiczne
Polskie Towarzystwo Filologiczne (PTF), Societas Philologa Polonorum — stowarzyszenie założone w roku 1893 we Lwowie przez profesora Ludwika Ćwiklińskiego. Celem Towarzystwa jest pielęgnowanie i krzewienie w Polsce wiedzy o antyku i kulturze klasycznej, a także promocja nauczania języka łacińskiego i starogreckiego. PTF liczy ponad pięciuset członków w całej Polsce, którymi są nauczyciele, badacze oraz miłośnicy kultury klasycznej. Od 2013 roku siedzibą Zarządu Głównego Towarzystwa jest Wrocław. Prezesem honorowym PTF jest prof. dr hab. Marian Szarmach.  

## Oddziały Polskiego Towarzystwa Filologicznego
Polskie Towarzystwo Filologiczne ma dwanaście Oddziałów Terenowych w najważniejszych polskich ośrodkach akademickich: w Białymstoku, Gdańsku, Katowicach, Krakowie, Lublinie, Łodzi, Opolu, Poznaniu, Szczecinie, Toruniu, Warszawie i Wrocławiu. Przyjęcia w poczet członków Towarzystwa dokonują Zarządy poszczególnych Oddziałów.

## Działalność PTF
PTF jest wydawcą czasopisma naukowego Eos. Commentarii Societatis Philologae Polonorum, a także organizatorem Olimpiady Języka Łacińskiego. Towarzystwo organizuje też konferencje, wykłady i warsztaty, prowadzi kursy języków klasycznych, realizuje granty badawcze, promuje nauczanie języków klasycznych w szkołach (akcja „Szkoła przyjazna łacinie”), a także reprezentuje środowisko filologów klasycznych wobec władz państwa i innych instytucji.